# Arquebisbat de Luxemburg

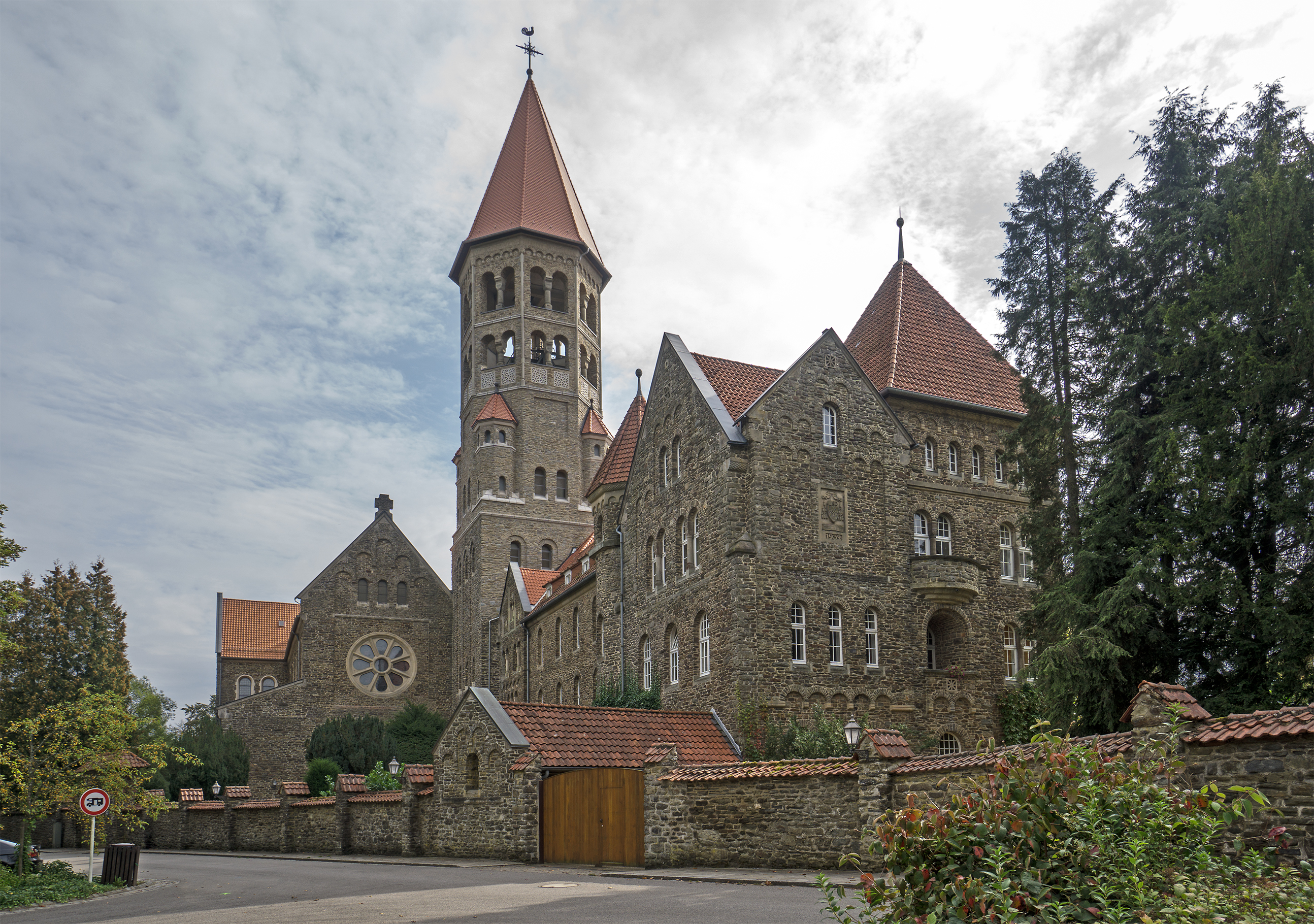
El complex de l'abadia de Sants Maurici i Maur de Clervaux, edificada entre el 1909 i el 1910.

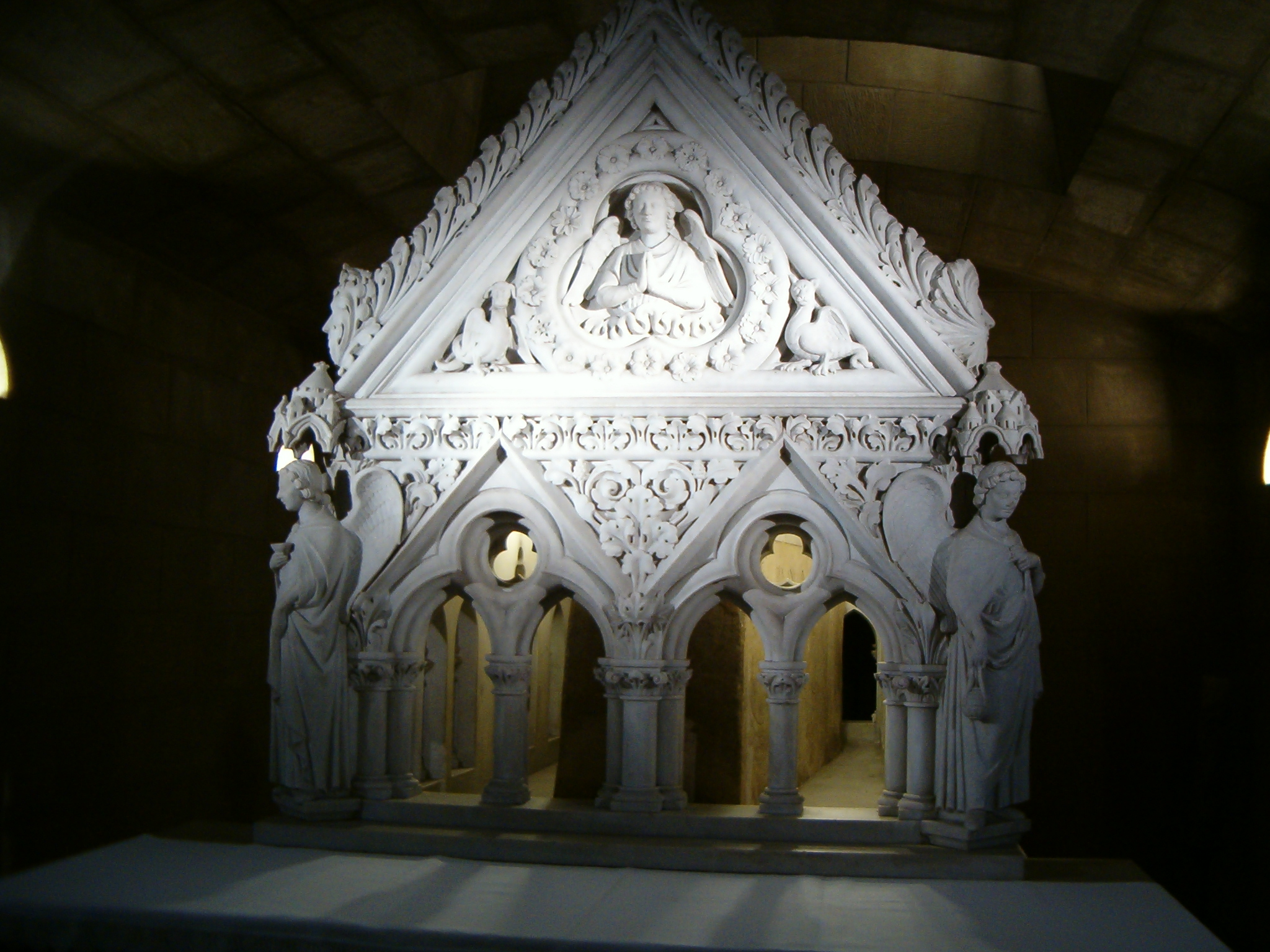
La tomba de sant Villibrord, conservada a l'interior de l'església de l'abadia d'Echternach.

L'arquebisbat de Luxemburg (francès: Archidiocèse de Luxemburg, alemany: Erzdiözese Luxemburg; flamenc: Erzdiözees Lëtzebuerg; llatí: Archidioecesis Luxemburgensis) és una seu de l'Església Catòlica a Luxemburg, immediatament subjecta a la Santa Seu. Al 2016 tenia 425.000 batejats sobre una població de 576.000 habitants. Actualment està regida per l'arquebisbe Jean-Claude Hollerich, S.J..

## Territori
L'arxidiòcesi comprèn tot el Granducat de Luxemburg.
La seu arxiepiscopal és la ciutat de Luxemburg, on es troba la catedral de Nostra Senyora. Al territori es troben l'ex abadia nullius de Sant Maurici i Maure a Clervaux i l'abadia d'Echternach, l'església de la qual té el rang de basílica menor.
El territori s'estén sobre 2.586 km², i està dividit en 275 parròquies, agrupades en 5 regions pastorals i 14 vicariats: Bettembourg, Clervaux, Diekirch, Echternach, Esch-sur-Alzette, Grevenmacher, Koerich, Luxemburg Est, Luxemburg Oest, Mersch, Ospern, Remich, Vianden i Wiltz.

## Història

### Cristianisme primitiu
El cristianisme es va estendre a Luxemburg des de la ciutat de Trier, per les carreteres romanes. L'organització episcopal de la zona es va iniciar a finals del segle iii amb Euchaire i Màxim de Trier, i a principis del segle iv, Materne de Colònia. La cristianització de les zones rurals només va arribar molt després. Les poblacions rurals van romandre estranyes al cristianisme malgrat les illes disperses a Arlon, Bitburg, Altrier i Dalheim. A finals del segle v, l'Església va ser separada del poder que tenien els nous francs arribats, dedicats al culte d'Odin.
Després del baptisme del rei franc Clovis I, els pobles francs van estar oberts al cristianisme en teoria, però el paganisme va subsistir en regions remotes i només va morir durant els dos segles següents.
Sota els carolingis, la reorganització de l'església franca es va iniciar i l'evangelització de la zona de Luxemburg va ser facilitada pel reconeixement oficial del cristianisme. Missioners provinents d'Aquitània, Irlanda i Anglaterra hi van ajudar.
El treball d'aquests missioners es va complementar amb la fundació de monestirs als segles vii i viii: l'abadia de Sant Maximí a Trier (633), Stavelot-Malmedy (650), Andagium (687). Andagium es va convertir en l'abadia de Saint-Hubert quan les restes de Sant Hubert, bisbe de Lieja i patró de les Ardenes, es van traslladar allà el 824. Al voltant del 690, Saint Leodouin va fundar l'abadia de Mettlach, mentre que el 722, Bertha, germana de Carles Martel, va fundar l'abadia de Prüm, amb l'ajut de monjos d'Echternach.
A la part germànica de la regió, l'obra de Willibrord va tenir una importància primordial. Willibrord, anglosaxó originari de Northumbria, va néixer cap al 657 i es va pronunciar a l'abadia benedictina de Ripon. Cap al 690, viatjà amb diversos companys al sud de Frisia. Va ser bisbe el 695 i va establir la seva seu episcopal a Utrecht. El 698 va venir a Trier. Irmine, abadessa d'Oeren a prop de Trier, li va concedir terres a Echternach i possessions a Badelingen, Batzen, Osweiler i una vinya a Vianden. Willibrord va realitzar noves construccions a Echternach, i va fundar l'abadia d'Echternach, dedicada a educar monjos segons la regla benedictina. Va ser enterrat a Echternach el 739 i després va ser vist com a sant nacional.
L'abadia d'Echternach va veure un desenvolupament extraordinari i va continuar gaudint de protecció dels governants després de la mort del seu fundador. La seva influència espiritual i artística el convertiria en un dels monestirs més importants d'Occident. Va produir manuscrits, textos sants il·luminats, que es van començar a dispersar a partir del segle xviii. El contingut de la seva biblioteca es va estimar en 7.000 articles en els moments de la fi de l'Antic Règim. Els pillatges dels revolucionaris francesos i la fugida dels monjos cap a Alemanya, portant amb ells els seus tresors que després van vendre, van fer que les obres de l'art religiós medieval de l'abadia es dispersessin fins avui a les biblioteques de Nuremberg, Bremen, Trier, Darmstadt, Hamburg, El Escorial i París.

### Segle XIII: regnat d'Ermesinde
En el regnat de la comtessa Ermesinda al segle xiii, es van fundar a Luxemburg diversos establiments religiosos, com el convent de Marienthal a prop de Mersch, un convent de penitents a l'altiplà de Saint-Esprit, un monestir cistercenc de Bonnevoie, els canonges regulars de St. Augustine a Houffalize, un hospital dels trinitaris a Bastogne i un convent a Clairefontaine-lez-Arlon.

### Seglesxviixvii: Països Baixos espanyols
Els jesuïtes van estar presents a Luxemburg des del 1594 i, a causa de la seva tasca, el territori gairebé no es va veure afectat per la Reforma. Van promoure la veneració de la Mare de Déu, com a "Mare de Déu de Luxemburg" i "Consoladora dels Afligits" (Consolix Afflictorum), en temps de pesta i guerra. Va ser escollida patrona de la ciutat (1666) i del ducat de Luxemburg (1678). Aquesta devoció continua fins als nostres dies en forma de pelegrinatge nacional, l'Octava, que se celebra cada any durant dues setmanes en el període posterior a la pasqua.
El Consell Provincial (Conseil provincial) exercia funcions en el domini eclesiàstic. Luxemburg tenia la particularitat que els bisbes, les autoritats eclesiàstiques, residien fora del territori. Els seus actes no podrien obtenir la força de la llei sense l'aprovació del Consell, en forma de "placet". El Consell solia aprofitar-ho per conservar el control de la reforma catòlica i per obligar els bisbes estrangers a reconèixer la seva autoritat. Al principi, era necessari per a actes papals i episcopals, però finalment un clergue estava obligat per a qualsevol acte jurídic. En determinades zones, el Concili va exercir un dret de censura sobre l'església, com per exemple a les àrees de visites dels bisbes o dels seus representants, butlles papals i episcopals i cartes pastorals, observacions de festes religioses i cites a les parròquies. Durant els conflictes amb Trier, la resistència del Consell va evitar que l'arquebisbe de Trier cobrés impostos al clergat luxemburguès.
Des del segle xiv, el governador de Luxemburg havia hagut de consultar la noblesa, el clergat i la burgesia, especialment quan es demanaven diners: això va evolucionar fins als estaments provincials de Luxemburg. Pel que fa al clergat, les fonts contemporànies esmenten específicament els sires prélats, ja que eren només les grans abadies que es representaven, com a propietaris de grans dimensions. Es tractava de l'abadia de Sant Maximí de Trier, que es trobava fora de Luxemburg, però posseïa molta terra al territori, així com les abadies d'Echternach, Munster, Orval i Saint-Hubert i el priorat de Houffalize. No es va representar el clergat secular i els monestirs més petits.
Luxemburg estava en aquest moment dividit entre sis diòcesis, dues de les quals van assumir la part del lleó del ducat: l'arxidiòcesi de Trèveris i la diòcesi de Lieja; les altres eren les diòcesis de Metz, Verdun, Reims i Colònia.
El clergat secular en aquest moment vivia una vida generalment poc violenta, vivia en la pobresa i estava poc educat. Pel que fa al clergat regular, hi va haver una profunda decadència que va afectar els antics i establerts monestirs com el d'Echternach (benedictins), Saint-Hubert (benedictins), Orval (cistercencs), Altmünster (benedictins), així com més establiments recents. Igual que a la resta dels Països Baixos dels Habsburg, la situació de l'Església catòlica a Luxemburg era precària: el nombre de clergues que bevien o mantenien relacions era elevat, i els feligresos eren sovint deixats a si mateixos, sense instrucció de religioses regulars, i convertit a la superstició. El nombre de proves de bruixeria dels segles xvi i xvii fou corresponent alt.

### Segle XVIII: Habsburg austríac
Al segle xviii, el clergat a Luxemburg no va poder prendre cap decisió substancial sense el consentiment de l'estat. La pràctica del placet va permetre al govern exercir una mesura de control sobre els actes eclesiàstics. Cap ordre ni carta pastoral, ja fos del papa o del bisbe, no es podia publicar al ducat sense el consentiment del Conseil de Luxemburg. Les candidatures a una parròquia o benefici no podrien tirar endavant sense el consentiment de les autoritats civils.
La situació del clergat secular, especialment a les zones rurals, no era especialment saludable. Els més afavorits van ser educats a les facultats de teologia de Lovaina, Trier o Colònia; els altres van rebre la seva formació d'un rector de la parròquia, que els hauria ensenyat alguns elements de llatí, filosofia i teologia. El rang social dels sacerdots variaria molt segons la seva situació financera.
Els recursos del clergat es derivaven de delmes, ingressos de taxes per batejos, matrimonis i enterraments i ingressos del bouvrot, terra que els clergues rurals van explotar com a agricultors de conreus o bestiar.
Molts d'ells exercien la funció de "curé-notaire", redactant contractes de matrimoni i testaments per als seus feligresos. Aquesta funció, definida el 1586 per Felip II, estava particularment present al ducat de Luxemburg, que va quedar minvat per les grans distàncies i la pobra xarxa urbana. Aquests clergues sense parròquia es van veure obligats a acontentar-se amb els ingressos del treball com a vicaris parroquials, sagristans o com a professors d'escola. Aquests clergues, mal educats i vivint modestament, eren un reflex de la societat luxemburguesa rural, pobra i supersticiosa.
El clergat regular gaudia d'un prestigi més elevat que el clergat secular. Es va concentrar a les abadies d'Echternach, Munster, Saint-Hubert i Orval. Les abadies eren grans propietaris al segle xviii, i van construir les seves pròpies foses; els abats, a més del seu paper espiritual, també van exercir un paper polític i industrial. Nicolas Spirlet (1715-1794), l'últim abat de Saint-Hubert, especialitzat en produir canons exportats a l'Amèrica Revolucionària.
Després de les reformes de Josep II, es van suprimir els ordes contemplatius, mentre que els grans monestirs van desaparèixer a la Revolució Francesa. Orval va ser l'únic que després es va tornar a fundar, el 1927.
Abans de la Revolució Francesa, la part sud del territori de l'actual arxidiòcesi pertanyia a la diòcesi de Trèveris (aleshores arquebisbat) i la part nord a la diòcesi de Lieja.

### Seglexixi fins avui
Després del Congrés de Viena de 1815, que va elevar Luxemburg al rang de Gran Ducat en unió personal amb la corona dels Països Baixos. Amb la butlla Qui Christi Domini del 29 de novembre de 1801, amb la que Pius VII reorganitzava les circumscripcions eclesiàstiques catòliques de la Primera República Francesa, el territori de Luxemburg passà a formar part de la diòcesi de Metz.
El 1823 el papa Pius VII va unir el territori a la diòcesi de Namur.
Amb l'assoliment de la independència estatal, l'església luxemburguesa quedà autònoma de la belga i de l'alemanya.
A partir del 25 de desembre de 1833, la zona va ser confiada a un sacerdot, exercint de prefecte apostòlic, que es va convertir en el seu primer vicari apostòlic, quan el 2 de juny de 1840, per efecte del breu Ubi universalis Ecclesiae del papa Gregori XVI, el territori va esdevenir un vicariat apostòlic, jurisdicció normalment encapçalada per un bisbe titular. Es va convertir en una diòcesi de ple dret el 27 de desembre de 1870 per efecte del breu In hac Beati Petri del papa Pius IX., sense ser incorporada a cap província eclesiàstica.
Després de les dissolucions de la Revolució Francesa, es van fundar nous ordres i congregacions monàstiques al segle xix i principis del xx. Algunes d'aquestes encara continuen fent tasques socials i educatives fins avui, a més d'estar actives en l'àmbit pastoral i contemplatiu: germanes de l'orde de Santa Elisabeth, germanes de Sant Francesc de la Divina Misericòrdia, germanes de la doctrina cristiana, germanes del Pobre Nen Jesús, laics carmelites, benedictins de l'adoració perpètua del Santíssim Sagrament; Redemptoristes, frares de caritat, sacerdots del Sagrat Cor, benedictins a Clervaux, etc.
El 4 d'agost de 1937 cedí una porció del territori a benefici de l'erecció de l'abadia territorial de sants Maurici i Maur de Clervaus, suprimida el 1946 i el territori tornà a quedar integrat al de la diòcesi luxemburguesa.
Durant la Segona Guerra Mundial, quan Luxemburg va ser ocupat per l'Alemanya nazi, l'Església Catòlica va estar relativament en silenci. No va adoptar cap posició pública respecte al destí dels jueus o del règim nazi. D'una banda, el bisbe, Joseph Laurent Philippe, estava postrat per culpa d'una malaltia i, per tant, no es trobava en cap estat en l'oposició activa. D'altra banda, el bisbe no volia antagonitzar encara més els ocupants i posar en perill la ja fràgil vida religiosa de l'Església, fortament restringida durant la guerra. El bisbe Philippe, però, es va negar a reunir-se amb la direcció nazi i va preparar-se en cas que el seu càrrec quedés vacant.
L'Església va veure amenaçada la seva existència ja que va ser expulsada de la vida pública per les polítiques antireligioses dels nazis: es van prohibir esdeveniments religiosos públics com la celebració d'Octava o la processó de ballar, es van dissoldre les organitzacions cristianes, l'educació religiosa a les escoles era abolida i es va posar en marxa la prohibició de les ordres religioses.
Al mateix temps, l'administració de la diòcesi va seguir sent una de les poques institucions luxemburgueses que es van mantenir intactes durant la guerra, tot i que això va estar en dubte durant un temps, i les autoritats d'ocupació van considerar la deportació del bisbe.
L'església catòlica de Luxemburg va intentar adaptar-se a les exigències modernes mitjançant el quart sínode diocesà de Luxemburg (1972-1981), després del Concili Vaticà II (1962-1965). L'Església volia establir un nivell de diàleg amb l'obertura cap a la cultura moderna i al món.
El 23 d'abril de 1988 va ser elevat al rang d'arxidiòcesi, immediatament sotmesa a la Santa Seu, mitjançant la butlla Sicut homines del papa Joan Pau II.
La creació del Consell d'Esglésies cristianes el 1997 va indicar un cert èmfasi en l'ecumenisme entre esglésies cristianes.
L'actual arquebisbe de Luxemburg, des del 12 de juliol de 2011, és Jean-Claude Hollerich.

## Situació
L'arxidiòcesi no és una seu metropolitana, car no té sufragànies.
A finals de 2010, l'arxidiòcesi va estimar la seva pertinença en 396.500 persones, sobre una població total de 502.000 habitants, i va informar que tenia 275 parròquies, 151 sacerdots diocesans, 56 sacerdots religiosos, 6 diaques permanents, 70 germans religiosos i 566 germanes religioses. No obstant això, el nombre de catòlics que acudeixen a la missa està en declivi, com es reflecteix en les amalgamacions de les parròquies i en les deconsagracions d'esglésies.
L'estat i l'Església catòlica de Luxemburg mantenen una relació on es reconeixen l'autonomia mútua, tot i que mantenen diferents formes de cooperació. Aquesta cooperació es regeix per la Constitució de Luxemburg i per diverses lleis i convencions. Hi ha un cert grau de col·laboració en els sectors educatius i solidaris entre ambdós actors: l'Església ofereix educació religiosa a les escoles públiques, les escoles privades estan parcialment finançades per l'Estat. L'estat també paga els sous dels ministres de les principals esglésies cristianes així com de la comunitat jueva.
Actualment s'està discutint el desestabliment de l'Església a Luxemburg, pel qual l'Estat deixaria de responsabilitzar-se financerament de l'Església.
Una enquesta de 1996 (no censal) va reportar als catòlics el 88%, inclosa la família reial; Protestants i un 1% similar; altres religions 1%; cap religió 9%; cap resposta 1%.

## Cronologia arxiepiscopal
- Johann Theodor van der Noot † (25 de desembre de 1833 - 8 de novembre de 1841 renuncià)[22]
- Jean-Théodore Laurent † (1 de desembre de 1841 - 10 de juliol de 1856 renuncià)
- Nicolas Adames † (7 de maig de 1848 - 27 d'octubre de 1883 renuncià)
- Johannes Joseph Koppes † (28 de setembre de 1883 - 29 de novembre de 1918 mort)
- Pierre Nommesch † (8 de març de 1920 - 9 d'octubre de 1935 mort)
- Joseph Laurent Philippe, S.C.I. † (9 de setembre de 1935 - 21 d'octubre de 1956 mort)
- Léon Lommel † (21 d'octubre de 1956 - 13 de febrer de 1971 jubilat)
- Jean Hengen † (13 de febrer de 1971 - 21 de desembre de 1990 jubilat)
- Fernand Franck (21 de desembre de 1990 - 12 de juliol de 2011 jubilat)
- Jean-Claude Hollerich, S.J., dal 12 de juliol de 2011

## Estadístiques
A finals del 2016, la diòcesi tenia 425.000 batejats sobre una població de 576.000 persones, equivalent al 73,8% del total.
| any  | població | població | població | sacerdots | sacerdots       | sacerdots       | sacerdots             | diaques | religiosos | religiosos | parròquies |
| ---- | -------- | -------- | -------- | --------- | --------------- | --------------- | --------------------- | ------- | ---------- | ---------- | ---------- |
| any  | batejats | total    | %        | total     | clergat secular | clergat regular | batejats por sacerdot | diaques | homes      | dones      |            |
| 1950 | 289.500  | 291.000  | 99,5     | 601       | 501             | 100             | 481                   |         | 220        | 1.800      | 267        |
| 1969 | 315.475  | 335.113  | 94,1     | 524       | 437             | 87              | 602                   |         | 135        | 1.708      | 240        |
| 1980 | 344.100  | 362.211  | 95,0     | 457       | 359             | 98              | 752                   |         | 132        | 1.251      | 274        |
| 1990 | 356.155  | 374.900  | 95,0     | 352       | 269             | 83              | 1.011                 | 2       | 109        | 964        | 274        |
| 1999 | 372.800  | 423.700  | 88,0     | 286       | 205             | 81              | 1.303                 | 7       | 99         | 706        | 275        |
| 2000 | 377.700  | 429.200  | 88,0     | 283       | 206             | 77              | 1.334                 |         | 92         | 686        | 275        |
| 2001 | 378.000  | 435.700  | 86,8     | 279       | 207             | 72              | 1.354                 | 7       | 85         | 650        | 275        |
| 2002 | 380.000  | 441.300  | 86,1     | 268       | 196             | 72              | 1.417                 | 7       | 85         | 619        | 275        |
| 2003 | 382.000  | 441.300  | 86,6     | 255       | 187             | 68              | 1.498                 | 7       | 81         | 595        | 275        |
| 2004 | 388.000  | 448.300  | 86,5     | 248       | 180             | 68              | 1.564                 | 7       | 80         | 566        | 275        |
| 2013 | 411.000  | 537.000  | 76,5     | 205       | 148             | 57              | 2.004                 | 6       | 68         | 371        | 275        |
| 2016 | 425.000  | 576.000  | 73,8     | 186       | 133             | 53              | 2.284                 | 8       | 67         | 343        | 275        |